# 増山香補
増山 香補（ましやま　こうすけ、1999年3月9日 - ）は、東京都出身の日本の柔道選手。階級は100kg級。身長180 cm。組み手は左組み。得意技は背負投。

## 経歴
柔道は7歳の時に始めた。小松竜道場と香竜館に所属していた。修徳中学3年の時に全国中学校柔道大会の73kg級に出場するが3回戦で敗れた。
修徳高校1年の時には金鷲旗で2年先輩の小川雄勢などの活躍により優勝メンバーの一員として名を連ねることになった。続くインターハイの団体戦では2位にとどまった。
2017年には明治大学に進むと、1年の時には全日本ジュニアの準決勝で日体大1年の長井晃志に技ありで敗れるも、3位決定戦で桐蔭学園高校2年の村尾三四郎を技ありで破って3位になった。学生体重別では準決勝で長井に技ありで敗れて3位だった。講道館杯では準々決勝で日本大学4年の向翔一郎に移腰で敗れるも、その後の3位決定戦でパーク24の長澤憲大に反則勝ちして3位になった。2018年のヨーロッパオープン・オーバーヴァルトではシニアの国際大会に初出場で優勝を飾った。2年の時には全日本ジュニアの決勝で村尾を技ありで破って優勝した。世界ジュニアでは準々決勝でジョージアのラシャ・ベカウリに反則負けを喫するも、敗者復活戦を勝ち上がって3位になった。世界ジュニア団体では準決勝のジョージア戦のみの出場となったが、自らが試合に出る前にチームが勝利を決めたために出番はなかった。その後チームは決勝でブラジルを破って優勝を飾った。3年の時にはアジアパシフィック柔道選手権準々決勝で韓国の郭同韓をGSに入ってから背負投の技ありで破ると、その後の決勝では今大会3連覇を狙っていたタジキスタンのコムロンショフ・ウストピリヨンも背負投の技ありで破って優勝を飾った。団体戦でも決勝の韓国戦で郭に反則勝ちしてチームの優勝に貢献した。全日本ジュニアでは2連覇を達成した。学生体重別でも優勝した。国体成年男子の部では東京都の優勝に貢献した。世界ジュニアでは準決勝で昨年に続いての対戦となったベカウリに谷落で敗れると、3位決定戦でもドイツのルイス・マイに肩車で敗れて5位に終わった。団体戦では準決勝のフランス戦、決勝のロシア戦で一本勝ちしてチームの優勝に貢献した。4年の時には講道館杯で3位になった。
2021年4月からはパーク24の所属となった。体重別では決勝で会社の1年先輩である田嶋剛希に反則勝ちして優勝した。世界選手権の団体戦代表に選出された。6月の世界団体では準決勝のロシア柔道連盟戦のみの出場だったが反則勝ちすると、その後チームも優勝を果たした。11月のグランドスラム・バクーでは準決勝でジョージアのベカ・グビニアシビリ、決勝で地元アゼルバイジャンのママダリ・メフディエフにそれぞれ反則勝ちして、IJFワールド柔道ツアー初優勝を飾った。2022年4月の体重別では前年に続いて決勝で田嶋に反則勝ちして2連覇を果たした。これにより世界選手権代表にも選出された。10月の世界選手権では2回戦でオリンピックチャンピオンとなったベカウリに合技で敗れた。世界団体では予選のみの出場だったが勝利を収めると、その後チームも優勝を飾った。12月のグランドスラム・東京では準決勝で今まで4連敗していたベカウリに反則勝ちすると、決勝では東京オリンピック銀メダリストのドイツのエドゥアルト・トリッペルを背負投で破って優勝した。続くワールドマスターズでは初戦でチェコのダビド・クラメルトに内股で敗れた。しかしながら、2023年の世界選手権代表に決まった。2023年2月のグランドスラム・テルアビブに出場予定だったが、体調不良により計量当日の段階で2.7kgも超過していたため計量を断念した。このため、全柔連の規定に従い、強化指定選手を除外された。それに伴い世界選手権代表からも外れることになった。6月の実業団体では決勝のJRA戦で100kg級の世界2位であるレイズ・カヨルを技ありで破るも、チームは敗れて2位だった。8月の実業個人選手権では階級を100kg級に上げて出場して2位になった。100kg級で最初の国際大会となった9月のグランドスラム・バクーでは、初戦でジョージアのエレクレ・バジエリシビリに反則負けを喫した。11月の講道館杯では決勝まで進むも、日本製鉄の植岡虎太郎に12分近い戦いの末に背負投で敗れて2位だった。2024年3月のグランプリ・リンツでは初戦でアルジェリアのムスタファ・ヤセル・ブアマルに合技で敗れた。4月の体重別では初戦で旭化成の飯田健太郎との対戦となるも飯田が計量オーバーにより失格となり不戦勝となると、準決勝では植岡に反則勝ち、決勝でも東海大学2年の新井道大に反則勝ちして優勝を飾り、90kg級に続く今大会2階級制覇を果たした。続くアジア選手権では初戦で元世界チャンピオンであるウズベキスタンのムザファルベク・トゥロボエフに反則負けを喫した。2025年4月の体重別では初戦で新井に反則負けを喫した。続く全日本選手権では準決勝まで勝ち進むも、長府工産の原沢久喜に谷落で敗れたが3位になった。6月の実業団体では2位だった。
IJF世界ランキングは1940ポイント獲得で23位(25/6/9現在)。

## 戦績
- 2014年 -　金鷲旗　優勝
- 2016年 -　インターハイ　団体戦　2位
- 2016年 -　全日本ジュニア　5位
- 2017年 - 全日本ジュニア　3位
- 2017年 -　学生体重別　3位
- 2017年　- 講道館杯　3位
- 2018年 - ヨーロッパオープン・オーバーヴァルト　優勝
- 2018年 -　オーストリアジュニア国際　優勝
- 2018年 -　優勝大会　5位
- 2018年 -　全日本ジュニア　優勝
- 2018年 -　世界ジュニア　3位
- 2018年 -　世界ジュニア団体戦　優勝
- 2019年 - アジアパシフィック柔道選手権　個人戦　優勝　団体戦　優勝
- 2019年 - オーストリアジュニア国際　2位
- 2019年 - 優勝大会　5位
- 2019年 -　全日本ジュニア　優勝
- 2019年 -　学生体重別　優勝
- 2019年 -　国体成年男子の部　優勝
- 2019年 -　世界ジュニア　5位
- 2019年 -　世界ジュニア団体戦　優勝
- 2020年 -　講道館杯　3位
- 2021年 -　体重別　優勝
- 2021年 -　世界団体　優勝
- 2021年 -　グランドスラム・バクー 優勝
- 2022年 -　体重別　優勝
- 2022年 - 実業団体 3位
- 2022年 -　世界団体　優勝
- 2022年 -　グランドスラム・東京 優勝
- 2023年 - 実業団体 2位
- 2023年 -　実業個人選手権　2位
- 2023年 -  講道館杯　2位
- 2024年 -　体重別　優勝
- 2024年 - 実業団体 2位
- 2024年 -  講道館杯　5位
- 2025年 - 全日本選手権 3位
- 2025年 - 実業団体 2位

(出典、JudoInside.com)